# The Clairvoyant (chanson)
Pour les articles homonymes, voir The Clairvoyant.
Singles de Iron Maiden
The Evil that Men Do Infinite Dreams
The Clairvoyant est un single du groupe de heavy metal britannique Iron Maiden.

## Pistes
1. The Clairvoyant (live) − 4:28
2. The Prisoner (live) 6:08
3. Heaven Can Wait (live) 7:09

## Crédits
- Bruce Dickinson – chant
- Dave Murray – guitare
- Adrian Smith – guitare, chœurs
- Steve Harris – basse, chœurs
- Nicko McBrain – batterie